# Gillian Rubinstein
Gillian Rubinstein, född 29 augusti 1942 i England, är en australisk författare av barn- och ungdomsböcker, som blivit mest känd under pseudonymen Lian Hearn för sin serie Sagan om klanen Otori.

## Biografi
Rubinstein studerade moderna språk, spanska och franska vid universitetet i Oxford. Efter det arbetade hon som film- och konstkritiker i London, innan hon 1973 flyttade till Australien, där hon nu bor. Hennes första utgivna ungdomsroman publicerades 1986 och hon har sedan dess skrivit mer än trettio böcker, allt från bilderböcker till science fiction och fantasy för tonåringar.
Rubinstein har alltid varit intresserad av Japan, vilket lett till att hon även börjat studera det japanska språket. Hon har ofta rest till Japan för att skriva och det var där hon blev klar med de tre första böckerna i serien Sagan om klanen Otori: Över näktergalens golv, På kudde av gräs och Under lysande måne. Flera av hennes titlar har översatts till svenska. Det som gjorde att hon bestämde sig för att använda pseudonym för sin trilogi var att dessa böcker var helt annorlunda jämfört med det hon skrivit tidigare. Hon ville undvika att böckerna fick publicitet genom hennes eget namn.